# Look What the Cat Dragged In
Albums de Poison
Open Up and Say... Ahh!
(1988)
Look What the Cat Dragged In est le 1er album studio du groupe Poison sorti en 1986.

## Influences
Dans ce qui constitue son premier album, Poison s'inspire de nombreuses formations en vogue du glam rock de l'époque, principalement Van Halen. La pochette de l'album est souvent considérée comme un clin d'œil à l'opus Shout at the Devil de Mötley Crüe, car il présente les quatre membres du groupe excessivement maquillés avec les cheveux longs.

## Titres
| 1.    | Cry Tough                    | 3:36 |
| 2.    | I Want Action                | 3:05 |
| 3.    | I Won't Forget You           | 3:35 |
| 4.    | Play Dirty                   | 4:08 |
| 5.    | Look What the Cat Dragged In | 3:10 |
| 6.    | Talk Dirty to Me             | 3:44 |
| 7.    | Want Some, Need Some         | 3:39 |
| 8.    | Blame It on You              | 2:32 |
| 9.    | 1 Bad Boy                    | 3:14 |
| 10.   | Let Me Go to the Show        | 2:45 |
| 33:28 |                              |      |

| 11. | I Want Action (single version)                     | 3:06 |
| 12. | I Won't Forget You (single version)                | 3:39 |
| 13. | You Don't Mess Around with Jim (Jim Croce reprise) | 3:05 |

## Singles
- Cry Tough / Look What The Cat Dragged In - 5 août 1986 - (Enigma 5656)
- Talk Dirty To Me / Want Some Need Some - 18 février 1987 - (Enigma 5686)
- I Want Action / #1 Bad Boy - 20 mai 1987 - (Enigma 44004)
- I Won't Forget You / Blame It On You - 5 août 1987 - (Enigma 44038)

## Membres
- Bret Michaels - chants
- C.C. DeVille - guitare
- Bobby Dall - basse
- Rikki Rockett - batterie

## Autour de l'album
On peut retrouver leur chanson Talk dirty to me dans le jeu vidéo Guitar Hero 3.